# Anolis cobanensis
Espèce
Synonymes
- Norops cobanensis (Stuart, 1942)

Anolis cobanensis est une espèce de sauriens de la famille des Dactyloidae. 

## Répartition
Cette espèce se rencontre au Guatemala et au Chiapas au Mexique.

## Étymologie
Son nom d'espèce, composé de coban et du suffixe latin -ensis, « qui vit dans, qui habite », lui a été donné en référence au lieu de sa découverte, la ville de Cobán.

## Publication originale
- Stuart, 1942 : Comments on several species of Anolis from Guatemala with descriptions of three new forms. University of Michigan Museum of Zoology, Occasional Papers, no 464, p. 1-10 (texte intégral).